# Friedewald
Friedewald là một đô thị thuộc huyện Altenkirchen, trong bang Rheinland-Pfalz, phía tây nước Đức. Đô thị Friedewald có diện tích 7,1 km², dân số thời điểm ngày 31 tháng 12 năm 2006 là 1201 người.